# Arniella
Arniella — рід грибів родини Lasiosphaeriaceae. Назва вперше опублікована 1977 року.

## Класифікація
До роду Arniella відносять 2 види:
- Arniella echoura
- Arniella polycercia